# Prosopis flexuosa
Prosopis flexuosa är en ärtväxtart som beskrevs av Dc. Prosopis flexuosa ingår i släktet Prosopis och familjen ärtväxter. Inga underarter finns listade i Catalogue of Life.

## Bildgalleri

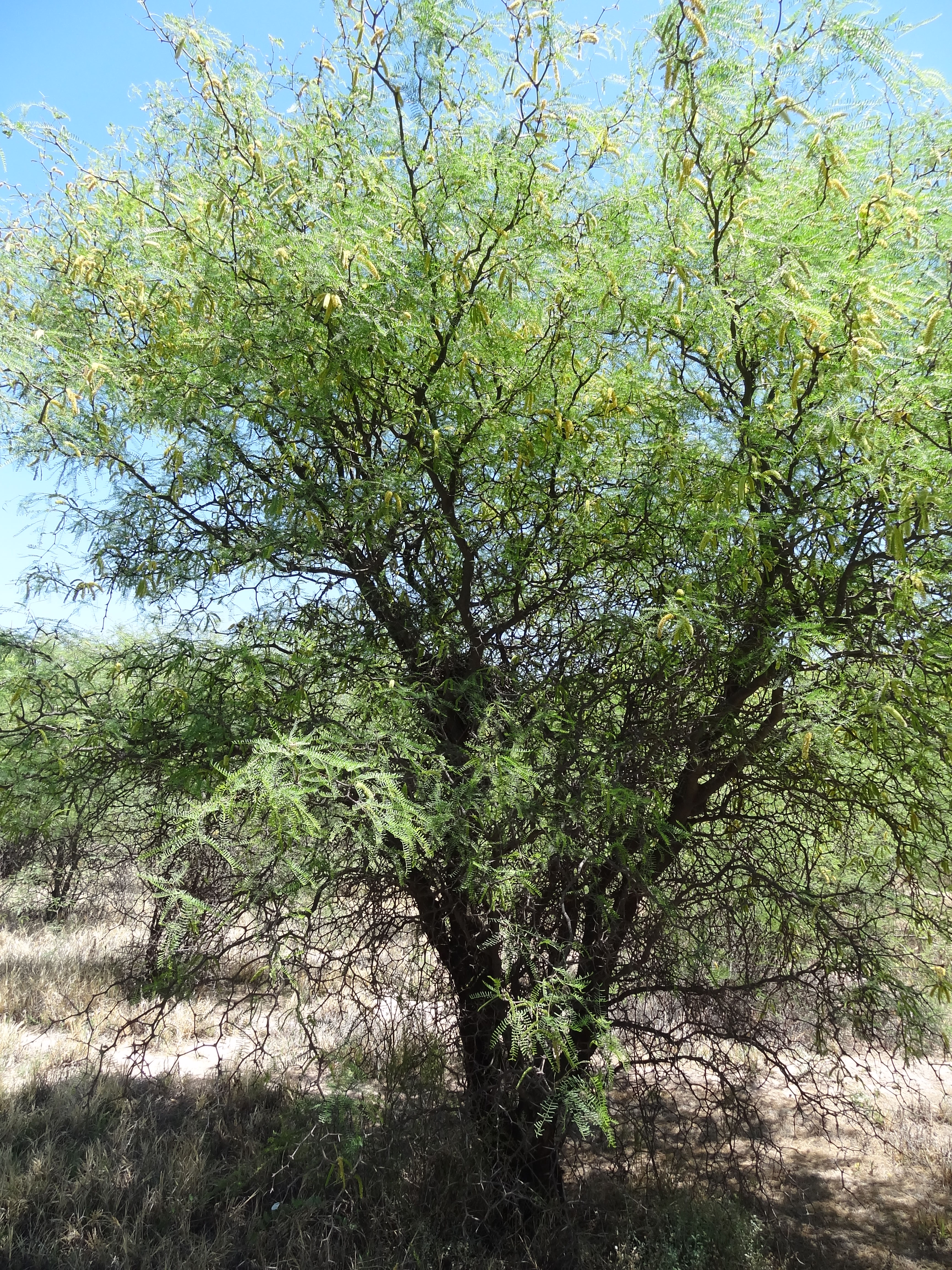